# هيربولتسهايم
هربولزهايم (بالألمانية: Herbolzheim) هي مدينة وبلدة ألمانية تقع في ألمانيا في إمندينغن. يقدر عدد سكانها بـ 9,933 نسمة .

## المدن التوأمة
مدن سیسترون، أوليبة، كرمنيتسا وGmina Morawica هي مدن توأمة لـهربولزهايم.